# Karlovića Tovari
Karlovića Tovari je skupina od 3 hridi uz sjevernu obalu Lastova, od kojeg su udaljene oko 300 metara. Najbliži susjedni otok je Maslovnjak Veli, oko 120 metara istočno, a zapadno od ovih hridi je hrid Hljeb Velji.
Ukupna površina ove 3 hridi je 369 m2, a visina oko 2 metra.